# Rocky Raccoon
"Rocky Raccoon" é uma canção dos Beatles composta por Paul McCartney, creditada à dupla Lennon-McCartney, e lançada no álbum The Beatles ou "Álbum Branco" de 1968. É uma paródia das baladas de Bob Dylan e Johnny Cash, assim como "Back in the U.S.S.R.", que parodia músicas dos Beach Boys.

## Origens da criação
Apesar dos Beatles terem ido para uma meditação transcendental em Rishikesh, vemos que, em termos musicais, o disco foi pouco inspirado pela musicalidade indiana. Essa canção em estilo blues western americano foi composta por Paul, que se inspirou enquanto tocava com Lennon e Donovan na Índia, e contou com a ajuda de George Harrison na letra.
O nome original do personagem da música era “Rocky Sassoon,” Mas Paul mudou para “Raccoon”, porque achou que “soava mais como um nome de cowboy.” Ela conta a história do cowboy Rocky Raccoon (Rocky Guaxinim).

## Letra
A letra faz uma paródia dos "contos" cantadas por Dylan e Cash. Nesse caso é sobre um lugar na colina da mina sombria em Dakota, em que viveu um jovem rapaz chamado Rocky Guaxinim. Então um dia sua mulher Nancy fugiu com outro cara chamado Daniel, mas Rocky foi para a cidade atrás de vingança e propôs um duelo para "Dan", este sendo mais rápido, e acertando Rocky. O médico o encontra muito ferido mas ele responde que "é só um arranhão e tudo ficará melhor." A letra também faz uma menção a Bíblia distribuída pelos Gideões Internacionais ("Gideon's Bible"), dizendo que ela ajuda na recuperação de Rocky.

## Gravação
Gravado em 15 de agosto no Abbey Road Studios, a canção traz um Paul inspirado e cantando como um sulista americano, ou do Meio Oeste e traz a participação do produtor George Martin no piano, que tem um som bem sujo e velho que lembra o som de músicas de filmes western.

## Os músicos
- Paul McCartney – vocal, violão
- John Lennon – vocal de apoio, gaita, baixo de 6 cordas
- George Harrison – vocal de apoio
- Ringo Starr – bateria

- George Martin – piano

## Curiosidades e referências
- Richie Havens, James Blunt, Jack Johnson, Frogg & Jaycatt, Merlin and Phish já fizeram cover dessa canção.

- Jessie Baylin, artista de Folk/Jazz fez cover durante suas turnês.

- Lena Horne (com Gábor Szabó) gravou uma versão memorável em 1969, que foi lançada em várias versões em CD e LP.

- Coincidência ou não, uma mulher que fazia meditação junto aos Beatles em Rishikesh e inspirou a música de Lennon, "The Continuing Story of Bungalow Bill, " se chamava Nancy, assim como a mulher de "Rocky Raccoon."

- A canção Rocky Raccon inspirou muitos outros músicos a compor, como no caso de Renato Russo, compositor de Faroeste Caboclo.
- Em 1990, a série de histórias em quadrinhos King-Cat de John Porcellino trazia histórias sobre Rocky Raccoon, um personagem que viva na malandragem, trabalhava fazendo bicos e bebia o tempo todo escutando punk rock.

- Nos comercias do cereal Coco Pops, o personagem Coco Monkey (macaquinho) tem um novo amigo chamado Rocky Raccoon, esse personagem é um guaxinim.

- A canção é uma referência no episódio de CSI, “Fur and Loathing in Las Vegas,” Quando um ser de nome “Rocky, o guaxinim” é morto por causas misteriosas.

- No filme Rocky V, quando Rocky Jr lhe diz que ele parece um guaxinim, ele responde, “Como? Igual à Rocky Raccoon?”

- No jogo de vídeo game da Nintendo, Pocky & Rocky, Rocky é um guaxinim.

- Rocket Raccoon, personagem de HQ's, é um guaxinim e conscientemente inspirado na música Rocky Raccoon dos Beatles.